# Pour l'Afrique et pour toi, Mali
Le Mali este imnul național al națiunii africane occidentală Mali. 

## Istorie
Imnu a fost scris de Seydou Badian Kouyaté, în timp ce muzica este atribuită Banzumanei Sissoko. Este cunoscută popular ca „Pour l'Afrique et pour toi, Mali” (în română: „Pentru Africa și pentru tine, Mali”) sau „À ton appel Mali” (în română: „La chemarea ta, Mali”). Imnul era scris inițial pentru Federația Mali, care a fost o țară care este astăzi Senegal și Mali, dar care s-a dizolvat în 1950 și a lăsat Mali fără steag și imn. Imnul a fost adoptat oficial la puțin după independență, prin legea nr. 62-72 din 9 august 1962. Mișcarea Tinerilor Pionieri din Mali din anii 1960 l-a tradus în bambară pentru mitingurile sale ca „Afiriki ye ani e ye, Mali”. Imnul a fost tradus și în Bambara de Abdulay Bari.

## Versuri în franceză

### I
1. À ton appel Mali
2. Pour ta prospérité
3. Fidèle à ton destin
4. Nous serons tous unis
5. Un peuple, un but, une foi
6. Pour une Afrique Unie
7. Si l'ennemi découvre son front
8. Au dedans ou au dehors
9. Debout sur les remparts
10. Nous sommes résolus de mourir

Refrain :
1. Pour l'Afrique et pour toi, Mali,
2. Notre drapeau sera liberté.
3. Pour l'Afrique et pour toi, Mali,
4. Notre combat sera unité.
5. Ô Mali d'aujourd'hui
6. Ô Mali de demain
7. Les champs fleurissent d'espérance
8. Les cœurs vibrent de confiance

### II
1. Debout villes et campagnes
2. Debout femmes, jeunes et vieux
3. Pour la patrie en marche
4. Vers l'avenir radieux
5. Pour notre dignité
6. Renforçons bien nos rangs
7. Pour le salut public
8. Forgeons le bien commun
9. Ensemble au coude à coude
10. Faisons le sentier du bonheur

Refrain :

### III
1. La voie est dure très dure
2. Qui mène au bonheur commun
3. Courage et dévouement
4. Vigilance à tout moment
5. Vérité des temps anciens
6. Vérité de tous les jours
7. Le bonheur par le labeur
8. Fera le Mali de demain

Refrain:

### IV
1. L'Afrique se lève enfin
2. Saluons ce jour nouveau
3. Saluons la liberté
4. Marchons vers l'unité
5. Dignité retrouvée
6. Soutient notre combat
7. Fidèle à notre serment
8. De faire l'Afrique unie
9. Ensemble debout mes frères
10. Tous au rendez-vous de l'honneur

## Versuri in bambară

### I
1. Mali man'a kan bɔ
2. ɲɛtaa kɛlɛba don
3. An bɛɛ b'an cɛsiri
4. Ka lahidu tiimɛ
5. So, haju, ŋaniya kelen
6. Farafinna kelenya
7. Jugu man'a kun bɔ
8. Kɔnɔna o Kɛnɛma
9. Bɛɛ ka wuli k'i jɔ
10. Saya ka fisa malo ye

Kɔrɔsilikɛlan:
1. Farafinna n'an faso Mali
2. Jɔnjɔn in ko: hɔrɔnya bɛrɛ
3. Farafinna n'an faso Mali
4. Kɛlɛ in ko: kelenya kɛlɛ
5. Un! Mali tile bɛ bi
6. Un! Mali tile bɛ sini
7. Jigiya forow funtira kayira
8. Denw hakili latigɛra pewu pewu

### II
1. Duguw ni togodaw jɔli
2. Muso jɔlenw, denmisɛnw ni mɔgɔkɔrɔbaw
3. Ka ɲɛsin faso ma min bɛ taama na
4. Ka ɲɛsin siniɲɛsigi ɲuman ma
5. An ka danbe kosɔn
6. An ka barika don an ka jεkuluw la
7. Foroba lakanani kama
8. An ka foroba nafa forge
9. Sɔgɔsɔgɔninjɛ ni kamankunw ye ɲɔgɔn fɛ
10. An ka taama sira kan min bɛ taa nisɔndiya la

Kɔrɔsilikɛlan

### III
1. Sira ka gɛlɛn kosɛbɛ
2. O min bɛ na ni nisɔndiya ye ɲɔgɔn fɛ
3. Ja gɛlɛya ani yɛrɛdi
4. Kɔlɔsili kɛ waati bɛɛ
5. Tiɲɛ min kɛra waati kɔrɔw la
6. Don o don tiɲɛ
7. Nisɔndiya sɔrɔli baara gɛlɛn fɛ
8. A bɛna Mali kɛ sini ta ye

Kɔrɔsilikɛlan

### IV
1. Farafinna laban bɛ wuli
2. An ka nin don kura in fo
3. Foli kɛ hɔrɔnya la
4. An ka taama ka taa kelenya fan fɛ
5. Bonya sɔrɔla kokura
6. Aw ka dɛmɛ don an ka kɛlɛ la
7. Tiɲɛ don an ka kalili la
8. Walasa ka Afiriki kɛ kelen ye
9. Aw ka jɔ ɲɔgɔn fɛ ne balimaw
10. O bɛɛ kɛra bonya ye

Kɔrɔsilikɛlan